# Posadka ladje RMS Titanic
Posadko ladje RMS Titanic je sestavljalo 892 ljudi, ki so potovali na krstni plovbi druge ladje iz razreda Olympic, iz Southamptona v Veliki Britaniji do New Yorka v Združenih državah Amerike. Na polovici plovbe je ladja v severnem Atlantiku trčila v ledeno goro in v zgodnjih urah 15. aprila 1912 potonila, pri čemer je umrlo več kot 1500 ljudi, vključno z 688 člani posadke. 

## Posadka

### Častniki
Častnike na Titanicu so sestavljali kapitan, glavni častnik in še šest drugih častnikov. Na krstni plovbi je ladji poveljeval izkušen kapitan Edward J. Smith, najstarejši kapitan družbe White Star Line. Bil je zelo priljubljen še posebej med potniki prvega razreda in je tudi dobil ljubkovalni vzdevek "EJ". 
Za kapitanom so bili trije višji častniki: glavni častnik, prvi častnik in drugi častnik. Med ladijskimi testiranji na morju je bil vodja ladje William Murdoch, prvi častnik pa je bil Charles Lightoller in drugi častnik David Blair. Ko je Titanic priplul v Southampton, se je družba White Star Line odločila, da bo na Titanic premestila izkušenega častnika Henrya Wildea, da bi zasedel mesto kot glavni častnik. Tako je Wilde postal glavni častnik na Titanicu, Murdoch pa prvi in Lightoller drugi. Smith, Wilde in Murdoch so predtem vsi službovali na ladji RMS Olympic. Blair je bil po zamenjavi odpuščen in je ladijski krov zapustil tik preden je Titanic izplul iz Southamptona. Pri tem ni obvestil drugega častnika kje so spravljeni daljnogledi in je po pomoti s seboj vzel ključ s katerim je zaklenil omaro z daljnogledi. Ta pomota je povzročila, da ladijski opazovalci niso dobili daljnogleda za opazovanje in so se zato morali zanesti na lastne oči. 
Med ostalimi štiri mlajšimi častniki se ni nič spremenilo. Tretji častnik je bil Herbert Pitman, četrti častnik Joseph Boxhall, peti častnik Harold Lowe in šesti častnik James Moody, pri čemer so vsi veljali za kakovostne mornarje. Lowe je imel najmočnejšo osebnost na krovu, vendar ker je bila Titanicova krstna plovba ena od njegovih prvih čezatlantskih potovanj, se je ostro počutil. Moody je bil v starosti 24 let od osmih najmlajši častnik na krovu in je imel le eno leto izkušnje s službovanjem na krovu ladje RMS Oceanic, vendar ga je družba White Star Line premestila na Titanic, ker ga je videla kot zelo obetavnega častnika, njegov znak službovanja na ladji pa je bil znak dobrega napredka v njegovi karieri. Pitman in Boxhall sta pred leti delala na več ladjah družbe White Star Line, včasih z njunimi sodelavci s Titanica. 
Vsak starejši častnik je delal štiri ure na dan in štiri ure ponoči, pri čemer je bila vsaka izmena del počitka častnikov. Mlajši častniki so na drugi strani opravljali štiri ure dela in štiri ure počitka. Vsi so imeli podobne naloge: Boxhall je bil nadarjen za plovbo in je bil zato zadolžen za posodabljanje morskih sporočil in položaja ladje. Wilde je bil zadolžen za vzdrževanje ladijskega dnevnika. Lowe in Moody pa sta bila zadolžena za merjenje temperature vode morja in zraka. Osem častnikov je večinoma delalo na ladijskem mostu, na sprednjem delu palube čolnov. Ko so imeli prosti čas, so častniki lahko uživali v majhni kadilnici in jedilnici, počivali pa so lahko v svojih kabinah v prostorih za častnike. Velikost, udobje in luksuz teh sob so bile hierarhija, kapitan Smith pa je imel eno svojo spalnico, kopalnico in pisarno. V njegovo službo sta bila dodeljena tudi dva komisarja in pomočnika, Montague Mathias in Frederick Tamlyn. Drugi, James Arthur Paintin, je že nekaj let služboval kot kapitanov osebni komisar. 

### Krmarji
Na Titanicu je bilo osem krmarjev, ki so bili odgovorni za krmarjenje ladje. To so bili Robert Hichens, George Rowe, Alfred Olliver, Walter Perkis, Arthur Bright, Sydney Humphreys in Walter Winn. Vsi so preživeli nesrečo. Poleg tega, da so večinoma delali na ladijskem mostu, so krmarji delali tudi na zadnji navigacijski točki na krmi. Od tam je Rowe ugotovil, da Titanic tone, ko je videl prve reševalne čolne, da so zapuščali ladjo, nato pa je odšel na ladijski most, da bi ugotovil kaj se dogaja. 
Hichens je postal najbolj znan krmar in je tudi vstopil v zgodovino. Najprej je bil tisti, ki je krmaril ladjo ob trku z ledeno goro, dejstvo, da mu je pozneje prineslo ogromne težave pri zaposlitvi. Vendar je njegovo vedenje po potopu postalo znano. Med evakuacijo in spuščanjem čolnov so ga premestili v reševalni čoln št. 6, ki se je končal v verbalnih spopadih in prepirih predvsem s sopotnico prvega razreda, Margaret Brown, predvsem zaradi vprašanja o vrnitvi, da bi rešili plavalce v vodi.

### Opazovalci
Na Titanicu je bilo šest opazovalcev, ki so bili odgovorni za opazovanje iz ladijske opazovalnice na sprednjem jamborju in poročanju ovir pred ladjo. Vedno so delali v parih, ki so jih sestavljali: Frederick Fleet in Reginald Lee, Archie Jewell in George Symons ter George Hogg in Alfred Evans. Vsak par je delal dve uri, čemur so sledile štiri ure počitka. Ti moški so pred krstno plovbo opravili različne teste, da so zagotovili oster vid pri opazovanju. 
Družbi White Star Line ni bilo v navadi, da bi za svoje opazovalce zagotavljala daljnoglede. Kljub temu, da so se jim zdeli učinkoviti pri opazovanju podrobnosti ovir od daleč, je podjetje verjelo, da močno zmanjšujejo vidno polje tistih, ki so jih uporabljali. Vendar je Fleet v štirih letih službovanja na Oceanicu uporabljal daljnogled in ga je med plovbo skupaj z drugimi opazovalci zelo pogrešal. Ko je Symons prosil Lightollerja za daljnogled, je rekel, da so vsi izginili in mu obljubil, da jih bo kupil, ko bodo prispeli v New York. 
Vprašanje o uporabnosti daljnogleda med trkom se je pojavilo med preiskovalnimi komisijami o potopu, na kateri je bil prisoten Fleet, ki je skupaj z Leejem opazil ledeno goro, in rekel, da verjame, da bi ledeno goro opazil prej, če bi uporabljal daljnogled. Vendar nekateri strokovnjaki in znanstveniki za Titanic, kot je Mark Chirnside, trdijo, da so bili pogoji v noči iz 14. na 15. april 1912 takšni, da daljnogledi ne bi spremenili namembnosti ladje. 

### Mornarji in drugi
Na Titanicu je bilo 30 mornarjev, ki so bili usposabljeni za različna dela na ladji. Večinoma mornarjev je hodila po palubi in opazovala ali vse poteka normalno in če kdo potrebuje pomoč. Njihova naloga je bila večinoma vzdrževanje in nadzor različnih naprav na Titanicu. 
Drugi, ki so veljali za mornarje na palubi, je bil električar Samuel Hemming, ki je bil odgovoren za prižiganje in ugašanje luči na ladji po željah častnikov. 14. aprila zvečer mu je bilo ukazano, da naj ugasne vse močnejše žareče luči na premcu, da ne bi motile opazovalcev pri opazovanju ledenih gor. Dva čistilca za palubo in okna, William Harder in Robert Sawyer, sta bila tudi del mornarjev palube ter še dva pomagača John Hutchinson in John Maxwell. 
Doktor William O'Loughlin in njegov pomočnik John Edward Simpson sta se pridružila tudi kot del ladijske posadke. S pomočjo komisarja in dveh medicinskih sester sta upravljala bolnišnico, ki je bila razdeljena na treh različnih območjih. Prva je služila samo potnikom prvega in drugega razreda, druga le tretjim potnikom in zadnji za posadko. Poleg tega so bile na krovu medicinske knjige, če zdravniki niso bili na voljo. 

### Inženirji
Posadko inženirjev so sestavljali vsi, ki so delali v podpalubju ladje v njeni strojnici ali v kotlovnici. Približno 325 ljudi je bilo odgovornih za vzdrževanje vseh težkih strojev in vključevalo je kovače, inženirje ter kurjače in delavce, ki so delali s premogom.   

#### Strojniki
Titanic je imel dva motorja trojne ekspanzije štirih valjev, ki sta poganjala dva stranska trilistna propelerja in nizkotlačna turbina, ki je poganjala osrednji štirikraki propeler.  Brezhibno delovanje teh strojev je opravljala skupina 24 inženirskih strojnikov, ki jih je vodil glavni inženir strojništva Joseph Bell, ki je bil eden najpomembnejših moških v celotni ladijski posadki. Tako kot kapitan Smith, Wilde in Murdoch, je tudi Bell pred Titanicovo krstno plovbo služboval na Olympicu in je zato v celoti poznal delovanje vseh strojev ladij razreda Olympic. Nobeden od inženirjev strojništva ni preživel nesreče. 
Več kot trideset drugih pomagačov je pomagalo pri delovanju ladijskih strojev in motorjev. Pet električarjev je skrbelo za električni sistem na Titanicu, ki je vodil glavni električar Peter Sloane. Električna soba na krmi je bila namenjena pretvorbi dela energije, ki so jo proizvedli kotli, v električno energijo za uporabo na celotni ladji v različnih napravah, kot so razsvetljava, ogrevanje, dvigala, notranje telefonske linije in brezžični radio.

#### Kurjači
Več kot 70 ljudi je skrbelo za kurjenje premoga v kotlih, prinašanje premoga in nadzorovanje. Kurjačev je bilo približno 170 in ljudje so vzdrževali kotle in proizvajali paro, potrebno za delovanje strojev. Delo je nadziralo trinajst glavnih gasilcev, z najslavnejšim Frederickom Barrettom, ki je preživel nesrečo, velja za dragocen vir dogodkov na ladji za tujce. Eden zelo znanih kurjače na Titanicu je bil tudi Arthur John Priest, ki je poleg Titanicove nesreče preživel tudi nesrečo njene mlajše sestrske ladje HMHS Britannic leta 1916 ter še štiri druge potopitve in eno ladijsko trčenje. 
Ker je vročina v kotlih dosegla tudi do 60 °C, so bile razmere v kotlovnici negotove in nevarne. Gasilci in kurjači so bili ves čas v kotlovnici, da so lahko nadzorovali stanje kotlov. Ko so si hoteli vzeti počitek, so imeli svoja stopnišča in lestve po katerih so splezali do svojih zasebnih kabin. 
Zavezanost družbe White Star Line kurjačem je bila zelo drugačna, celo neuradna in se pogosto izvaja v zadnjem trenutku, kar je tudi preprečilo, da bi se nekateri moški vkrcali na krov. Tako je bilo tudi pri bratih Alfredu, Bertramu in Tomu Sladeu, ki so pred odhodom pili v gostilni v Southamptonu in so bili prepozni za vkrcanje. Drugi kurjač premoga je med ustavitvijo v Queenstownu (danes Cork) na Irskem zapustil Titanic, ker se je želel vrniti k svoji družini. Da bi odpravili pomanjkljivosti, ki bi lahko nastale zaradi teh odsotnosti, podjetje ni oklevalo, da bi v samem pristanišču najelo nove kurjače.
Poleg napornega dela v slabih razmerah so se gasilci in kurjači morali spoprijeti s požarom na eni od odlagališč premoga. Da ladje ne bi ogrožal, je bilo treba skladišče počasi izprazniti, ogenj pa je bil pogašen šele 14. aprila. Kljub temu je inženirski ekipi uspelo najti načine, kako se zabavati; na primer, en delavec neznane identitete je med postankom v Queenstownu uspel splezati na vrh ladijskega četrtega dimnika in prestrašil nekatere potnike. 
Kot del inženirske ekipe so bili tudi štirje upravniki, ki so bili odgovorni za pomoč inženirjem in kurjačem. Bell pa je imel svojega komisarja in pomagača Williama Duffyja. 

### Prisotni ljudje
Prisotni ljudje na ladji kot so bili sobarji, so bili v neposrednem stiku s potniki. Od teh prisotnih ljudi je bilo le 23 žensk, vse ostalo pa dobili moški. Na Titanicu je bil glavni in vodja pristnih ljudi odgovoren za udobje potnikov, Hugh McElroy.

### Stevardesi
Stevardesi so bili na Titanicu najbolj vidni člani ladijske posadke. Približno sto stevardesov je skrbelo za potnike prvega, drugega in tretjega razreda. Večina jih je delala v jedilnicah in na palubah, včasih pa so potnikom pomagali tudi posebni potniški uslužbenci. Na sprehajalnih palubah je bilo tudi več drugih pomočnikov, ki so skrbeli za postrežbo potnikov. 
Ostali stevardesi so imeli drugačno vlogo. Drugi so bili v dvigalih s katerimi so potnike peljali v podpalubje. Obstajali so tudi stevardesi, ki so skrbeli za prevoz pritljage potnikov, drugi pa so skrbeli za umazana oblačila in posodo. Ena najbolj nenavadnih funkcij na ladji je bila zaigrati na trobente v prvem razredu, s čimer so napovedali večerjo. 
Najbolj znana stevardesa na Titanicu je bila Violet Jessop, ki je poleg potopa Titanica preživela tudi potop njene mlajše sestrske ladje HMHS Britannic novembra 1916 in nesrečo njune starejše sestrske ladje RMS Olympic septembra 1911, ki je bila vdeležena v trku z HMS Hawke.

### Kuharji
Titanic je imel tri kuharje. Prva dva sta bila na palubi D in sta kuhala potnikom prvega in drugega razreda, tretji pa na palubi F in je kuhal potnikom tretjega razreda. Restavracija a' la Carte na palubi B je imela svojo kuharsko osebje. Kuhanje je vodil glavni kuhar Charles Proctor s pomočjo njegovega kuharskega peka Charlesa Joughina. 
Kuharji so bili razvrščeni v različne kategorije kuhanja glede na njihove specialitete jedi: zelenjava, meso, kruh itd. Poleg tega je ladja imela tudi kuharja, ki je kuhal za judovske ljudi. V vseh kuhinjah je delalo šestdeset ljudi. V sami restavraciji je bila zadolžena skrbnica. 

### Športniki
Na Titanicu sta bili za potnike prvega razreda, ki so se hoteli ukvarjati z športom, telovadnica in telovadniško igrišče. Nadzor telovadnice je imel Thomas W. McCawley, ki je poleg postrežbe odraslim potnikom svojo pozornost posvetil tudi otrokom. McCawley je med potopom ostal v telovadnici in vabil potnike, ki so se želeli sprostiti zaradi panike. Enemu potniku je rekel, da si ne bo oblekel reševalnega jopiča in da bo ostal na ladji, dokler ne bodo vsi zapustili ladjo. Tako McCawley ni preživel nesreče. Telovadniško igrišče na palubi F je imel pod nadzorom Frederick Wright, ki tudi ni preživel nesreče.

### Telegrafisti
Kot vse druge linijske ladje je imel tudi Titanic na krovu brezžično radijsko postajo Marconi. Operaterji so bili stari med 20 in 25 let, plačalo pa jih je podjetje Marconi. Glavna brezžična radijska operaterja na Titanicu sta bila 24 - letni Jack Phillips in 22 - letni Harold Bride. Zavzemala sta se za vodenje naprave, da bi zagotovila praktično neprekinjeno pokritost (nepridružbeni operater je imel počitek v sosednji sobi), pri čemer je bila glavna naloga pošiljanja sporočil o vremenu in novicah iz kopnega. Naloga obeh operaterjev pa je bila tudi ta, da sta na ladijski most posredovala vsa opozorila o nevarnostih na morju, ki sta jih prejemala.
Phillips nesreče ni preživel, Bride pa je preživel.

### Posebnosti

#### Restavracija a La Carte
Restavracijo A La Carte na Titanicu ju vodil priznan kuhar Luigi Gatti, ki je imel v Londonu v lasti več restavracij. Skupaj z več kot šestdesetimi kuharji, specializiranimi za kuhanje svojih jedi, jih je izbral sam Gatti. Kuharji so bili poleg Britancev tudi francoski in italijanski. V restavraciji sta bili zaposleni tudi dve ženski, kjer je kuhar v kuhinji zasedel Pierre Rousseau, ki je prej tudi delal tudi z Gatti. Poleg plače, ki jim jo je plačeval Gatti, so zaposleni prejeli tudi priznanja in drugo dodatno plačo družbe White Star Line. Vsi so imeli svoje zasebne kabine na palubi E, razen Gatti na palubi C.  
Med zaposlenimi v restavraciji à la carte so bili le trije preživeli: dve ženski in receptor Paul Mauge. Slednji se je ladijski krov prišel le zato, ker je bil oblečen v civilna oblačila, medtem ko so kuharje v uniformi na palubi E ustavile stevardese. 

### Glasbeniki
Titanicovi glasbeniki orkestra niso bili na seznamu zaposlenih in članov posadke družbe White Star Line. Namesto tega so jih najeli pri CW & FN Black firm, ki so glasbenike postavili na več takratnih ladij. Skupaj jih je bilo osem in so tvorili glasbo, ki so bili odgovoren za igranje glasbe potnikom prvega razreda. Orkester je vodil Wallace Hartley, ostali sedem glasbenikov pa so bili Roger Bricoux, John Woodward, Frederick Clarke, Georges Krins, John Hume, Theodore Brailey in Percy Taylor. Bricoux in Krins sta bila belgijska in francoska, zato sta igrala v bližini restavracije à la carte in kavarne Parisien, saj je White Star Line želela ustvariti "bolj pariško vzdušje" v tem delu ladje. 
Člani orkestra so bili registrirani kot potniki drugega razreda in so bili nameščeni v takšnih kabinah. CW & FN Black je glasbenikom plačeval štiri funte na mesec za njihove delo, dobavljali so tudi svoje uniforme, ki so imele grb družbe White Star. Nihče od glasbenikov ni preživel nesreče in njihove družine so pozneje od podjetja prejele račun za izgubljene uniforme. 

### Poštniki
Tako kot druge ladje v 20. stoletju, je tudi Titanic prevažal pošto iz Evrope v Severno Ameriko in obratno, ki je služila poštnemu podjetju Royal Mail Ship (RMS). Na tisoče vreč s paketi in pismi, ki so jih potniki sami napisali, in drugo pošto je ladja prevažala. Za obravnavo te korespondence je bilo odgovornih pet poštarjev. Dva sta bila Britanca, James Williamson in John Richard Jago Smith, ostali trije pa Američani, John Starr March, Oscar Woody in William Gwinn. Podobno kot glasbenike, je poštarje plačala družba White Star Line, poštarji pa so imeli svoje zasebne kabine v tretjem razredu. Znano je tudi, da jim to ni bilo všeč in da so prosili, da bi se lahko preselili v druge ladijske prostore. 
Poštarji so bili zadolženi za razvrščanje v sobi na palubi G. Ta soba je bila ena od prvih ladijskih prostorov, ki jo je poplavila voda kmalu, ko je Titanic zadel ledeno goro. Pet jih je obupno poskušalo rešiti vso pošto iz poplavljene sobe pred vodo, pri čemer je en celo zaprosil za pomoč četrtega častnika Boxhalla. Ni znano kaj se je zgodilo s poštarji potem, vendar nihče od njih ni preživel nesreče. Ladja CS Mackay-Bennett je pozneje po potopu našla dve trupli od Woodyja in Marcha.

## Žrtve in preživeli
Večina ladijske posadke je med potapljanjem ladje delovala junaško, večina pa si je prizadevala rešiti čim več potnikov namesto, da bi poslušala rešiti svoje lastno življenje. Posadka je bila tudi kategorija, ki je imela največji odstotek umrlih, stopnja preživelih v posadki je bila le 22 %. Uradni podatki kažejo, da je od 892 članov posadke, 623 umrlo, 214 pa preživelo. Kljub temu te številke morda niso točne, saj število ljudi na krovu Titanica ni bilo nikoli natančno določeno.  